# Eressa catena
Eressa catena là một loài bướm đêm thuộc phân họ Arctiinae, họ Erebidae.